# Bézquiz
Bézquiz (Bezkitz en euskera) es un localidad española de la Comunidad Foral de Navarra perteneciente al municipio de Leoz. Está situada en la Merindad de Olite. Su población en 2014 fue de 4 habitantes (INE).

## Topónimo
Probablemente significa ‘lugar propiedad de un hombre llamado Bezk-’: el nombre de persona no está atestiguado, y el sufijo -iz indica propiedad. En documentación antigua aparece como Benezquiz (1087, DML), Vesquitz (1268, NEN), Benesquiz (1295, AGNII n° 148) y Vezquiz (1350, 1366, 1591, NEN).

## Arte
Iglesia de San Andrés, de en torno a 1200, con sacristía del siglo XVII.